# Melchbourne
Melchbourne är en by i civil parish Melchbourne and Yielden, i kommunen Borough of Bedford, i grevskapet Bedfordshire i England. Byn är belägen 16 km från Bedford. Melchbourne var en civil parish fram till 1934 när blev den en del av Melchbourne and Yelden. Civil parish hade 160 invånare år 1931. Byn nämndes i Domedagsboken (Domesday Book) år 1086, och kallades då Melceburne.